# Lepidochrysops lunulifer
Lepidochrysops lunulifer är en fjärilsart som beskrevs av Ungemach 1932. Lepidochrysops lunulifer ingår i släktet Lepidochrysops och familjen juvelvingar. Inga underarter finns listade i Catalogue of Life.